# Мукар
Мука́р — село в Лакском районе Дагестана. Входит в состав сельского поселения «Сельсовет «Уринский»».

## Географическое положение
Село расположено в 8 км к северо-западу от районного центра — села Кумух, на правом берегу реки Куних (бассейн реки Казикумухское Койсу).

## Население
| 1869 | 1888 | 1895 | 1926 | 1939 | 1970 | 1989 |
| ---- | ---- | ---- | ---- | ---- | ---- | ---- |
| 299  | ↗347 | ↘345 | ↘249 | ↗410 | ↘166 | ↘75  |
| 2002 | 2010 | 2021 |      |      |      |      |
| ↗180 | ↗220 | ↘173 |      |      |      |      |